# Królestwo Indo-Greckie

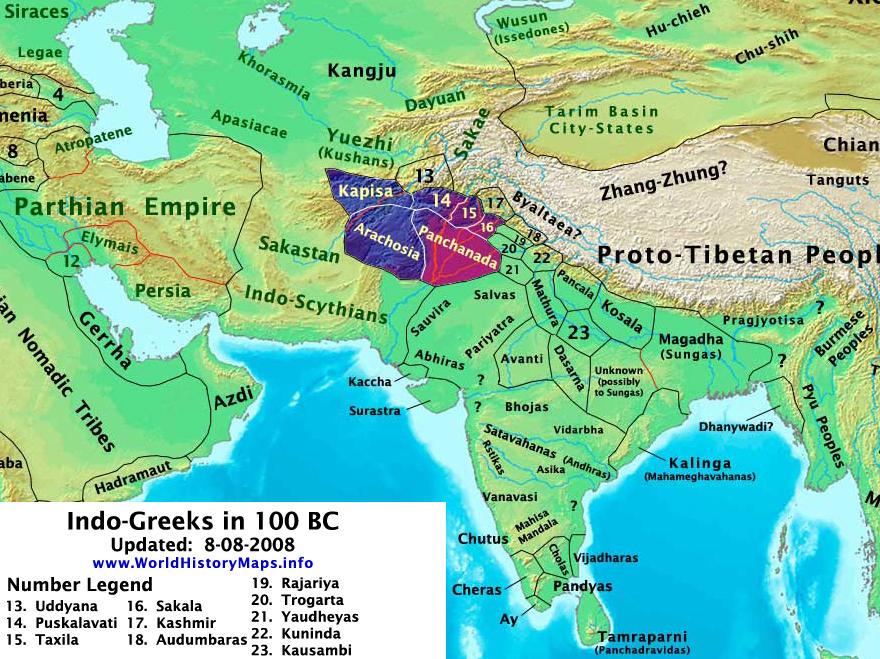
Królestwo Indo-Greckie ok. 100 p.n.e.

Królestwo Indo-Greckie – państwo hellenistyczne istniejące na terenie dzisiejszego południowo-wschodniego Afganistanu, północnego Pakistanu i północno-zachodnich Indii w latach ok. 180 p.n.e. do ok. 10 n.e.
Początki królestwa indo-greckiego wiążą się z ekspansją greko-baktryjskiego króla Demetriusza I (ok. 200 p.n.e. – ok. 190 p.n.e.) w kierunku Indii. Około 190 p.n.e., wykorzystując upadek Maurjów, zajął on Paropamisos i Arachozję. Ekspansję na południe kontynuowali jego następcy, Agatokles (ok. 190 – ok. 180 p.n.e.) i Pantaleon (ok. 190 – ok. 185 p.n.e.), którzy opanowali Gandharę i zachodni Pendżab. To oni jako pierwsi zaczęli emitować monety nawiązujące do standardów indyjskich, zawierające obok napisów greckich legendę w piśmie brahmi. Pojawiające się na monetach późniejszych władców greko-baktryjskich motywy sugerujące rywalizację różnych rodów oraz niezbyt odległa w czasie wojna domowa, o której wzmiankuje Justynus, wskazują na rozpad królestwa greko-baktryjskiego i powstanie przynajmniej dwóch niezależnych organizmów, jednego z ośrodkiem w Baktrii, drugiego zaś, nazwanego przez późniejszych historyków królestwem indo-greckim, w Gandharze i Pendżabie.
Dalszą ekspansję w Indiach podjęli działający już niezależnie od Baktrii Apollodotos I (ok. 180 – ok. 160 p.n.e.) i Menander I (ok. 155 – ok. 130 p.n.e.). Ten ostatni był najpotężniejszym z królów indo-greckich. Jego panowanie rozciągało się od Kabulu na zachodzie po Czandigarh na wschodniej granicy Pendżabu oraz od Doliny Swat na północy po Kandahar na południu. W swoich wyprawach dotarł prawdopodobnie aż do Pataliputry (dzis. Patna). Imię Menandra zachowało się w tradycji buddyjskiej – w traktacie Milindapanha występuje on jako nawrócony na buddyzm król Milinda. Po śmierci Menandra królestwo rozpadło się, na co wskazuje już sama ilość znanych nam jedynie z monet i niewielkiej liczby inskrypcji imion greckich władców w Indiach (blisko 30). Możliwe jest, że w pewnych okresach istniały aż trzy królestwa indo-greckie. Około 130 p.n.e. królestwo greko-baktryjskie upadło pod naporem Saków i Yuezhi. Ci ostatni ok. 70 p.n.e. zajęli także Paropamisos i Gandharę, pozbawiając władzy króla Hermaiosa (ok. 90 – ok. 70 p.n.e.). Ostatecznie królestwo podbili jednak wywodzący się od Saków Indo-Scytowie. Około roku 85 p.n.e. indo-scytyjski król Maues (ok. 85 – ok. 60 p.n.e.) zajął Taksilę, jednak Grekom pod przywództwem Apollodotosa II (ok. 80 – ok. 65 p.n.e.) udało się odzyskać ich terytoria w Pendżabie. Z zachodniej części tego regionu, tym razem na zawsze, ok. 55 p.n.e. wyparł ich następca Mauesa, Azes I (57 p.n.e. – ok. 35 p.n.e.). Ostatnim królem indo-greckim był Straton II (ok. 25 p.n.e. – ok. 10 n.e.), panujący we wschodnim Pendżabie, który został podbity przez indo-scytyjskiego satrapę Mathury Rajuvulę (ok. 10 n.e.).
Królestwo indo-greckie początkowo było typowym państwem hellenistycznym, jednak stopniowo jego władcy ulegali indianizacji. Grecy przyjmowali buddyzm i hinduizm, a jedynym dostępnym dla nas świadectwem ich odrębności są monety, z typowo greckimi portretami władców i greckimi obok indyjskich napisami, a także przedstawieniami bogów olimpijskich, którym prawdopodobnie później nie towarzyszył jednak żywy kult. Wpływ Greków na kulturę Indii objawił się przede wszystkim w tzw. sztuce Gandhary, stanowiącej syntezę oddziaływań hellenistycznych i indyjskich.

## Królowie indo-greccy
Chronologia panowania władców indo-greckich i podległe im terytoria
| KRÓLOWIE INDO-GRECCY |               |               |                    |                     |                       |
| Terytorium/ Lata     | Paropamisada  | Arachozja     | Gandhara           | Zachodni Pendżab    | Wschodni Pendżab      |
| 200–190 p.n.e.       | Demetriusz I  | Demetriusz I  |                    |                     |                       |
| 190–180 p.n.e.       | Agatokles     | Pantaleon     | Pantaleon          | Pantaleon           |                       |
| 185–170 p.n.e.       | Antymachos I  | Antymachos I  |                    |                     |                       |
| 180–160 p.n.e.       | Apollodotos I | Apollodotos I | Apollodotos I      | Apollodotos I       |                       |
| 175–170 p.n.e.       | Demetriusz II | Demetriusz II |                    |                     |                       |
| 160–155 p.n.e.       | Antymachos II | Antymachos II | Antymachos II      | Antymachos II       |                       |
| 170–145 p.n.e.       | Eukratydes I  | Eukratydes I  | Eukratydes I       | Eukratydes I        |                       |
| 155–130 p.n.e.       | Menander I    | Menander I    | Menander I         | Menander I          | Menander I            |
| 130–120 p.n.e.       | Zoilos I      | Zoilos I      | Agatokleja         | Agatokleja          |                       |
| 120–110 p.n.e.       | Lyzjasz       | Lyzjasz       | Straton I          | Straton I           |                       |
| 110–100 p.n.e.       | Antialkidas   | Antialkidas   | Heliokles II       | Heliokles II        |                       |
| 100 p.n.e.           | Polyksenos    | Polyksenos    | Demetriusz III     | Demetriusz III      |                       |
| 100–95 p.n.e.        | Filoksenos    | Filoksenos    | Filoksenos         | Filoksenos          |                       |
| 95–90 p.n.e.         | Diomedes      | Amyntas       | Amyntas            | Epandros            |                       |
| 90 p.n.e.            | Teofilos      | Peukolaos     | Peukolaos          | Trazon              |                       |
| 90–85 p.n.e.         | Nikiasz       | Menander II   | Menander II        | Artemidoros         |                       |
| 90–70 p.n.e.         | Hermaios      | Archebios     | Archebios          | Archebios           |                       |
|                      |               |               | Maues (Indo-Scyta) |                     |                       |
| 75–70 p.n.e.         |               |               | Telefos            | Apollodotos II      | Apollodotos II        |
| 65–55 p.n.e.         |               |               |                    | Hippostratos        | Dionizos              |
| 55–35 p.n.e.         |               |               |                    | Azes I (Indo-Scyta) | Zoilos II             |
| 35–25 p.n.e.         |               |               |                    |                     | Apollofanes           |
| 25 p.n.e. – 10 n.e.  |               |               |                    |                     | Straton II            |
|                      |               |               |                    |                     | Rajuvula (Indo-Scyta) |